# Spoorlijn Worb - Bern
De spoorlijn Worb - Bern is een Zwitserse spoorlijn van de voormalige spoorwegonderneming Worblentalbahn (afgekort WT) tussen Worb en Worblaufen.

## Geschiedenis
De spoorlijn tussen Worb en Worblaufen werd door Worblentalbahn op 25 augustus 1913 werd opgericht.
De naam veranderde op 1 januari 1927 in Bern-Muri-Worb-Bahn (BWB) in Vereinigte Bern-Worb-Bahnen VBW. Reeds in 1974 nam de VBW het S-Bahn concept in gebruik voor haar lijnen rond Bern.
Sinds de dienstregeling wisseling van december 2004 werd de lijn W van de RBS aangemerkt als S7.
Bij het station Worb werd in 2006 een keerlus aangelegd ten behoeve van lijn G.
Op 9 mei 2016 werd bekend dat RBS 14 treinstellen voor deze spoorlijn heeft besteld bij Stadler Rail in Bussnang. Deze vierdelige treinstellen zullen tussen 2018 en 2020 worden geleverd.

## Fusie
De VBW werkte sinds 1973 samen met de Solothurn–Zollikofen–Bern-Bahn (SZB). In 1984 fuseerde de VBW de Solothurn–Zollikofen–Bern-Bahn (SZB) en gingen verder als Regionalverkehr Bern-Solothurn (RBS).

## Elektrische tractie
Het traject werd geëlektrificeerd met een spanning van 1200/1300 volt gelijkstroom.